# Fleuri de Pawlet
Fleuri de Pawlet ou Paulet est un militaire et éducateur français né à Lyon le 8 mars 1731 et mort à Burgos le 22 décembre 1809 .

## Biographie
Le titre de comte qu'on lui donne en 1787 est un titre de fantaisie. Dans son acte de naissance, il est dit fils de Pierre Paulet, « marchand de bleds », et son parrain Fleuris Martin, est « maître tonnelier ».
Ambitieux, il est entré dans l'armée et apparaît dans le matricule du régiment de La Reine cavalerie sous le nom de « Fleury Paulet de Caumartin ». En 1760, voulant être nommé cornette, il a donné une copie de son acte de naissance qu'il a transformé, « marchand de bleds » est devenu « marquis de Black »,  et « maître tonnelier » est transformé en « Sr de Tonnillier ». Mais devant la difficulté d'obtenir un avancement, il quitte l'armée en 1763.
Il a pris le titre de « chevalier » ce qui peut indiquer qu'il a reçu la croix de Saint-Louis.
Il fonde en 1773 l'école des Orphelins militaires après avoir recueilli chez lui un orphelin, fils d'un dragon mort à l'hôtel des Invalides, qu'il avait trouvé dans un fossé du bois de Vincennes le 10 juin. Il a obtenu l'accord de Louis XVI pour fonder son école afin d'y recevoir et d'y éduquer de jeunes orphelins, fils de soldats ou d'officiers. L'école a d'abord été installée près de la barrière de Sèvres, puis, en 1785, a eu l'idée de construire une école sur la butte de l'Étoile. Il y a consacré une partie de la fortune dont il avait hérité. En 1786, le roi lui donne un terrain au bout de l'esplanade au sommet de la butte de l'Étoile, à côté de Chaillot. Il a arrêté avec l'architecte Antoine le plan de sa nouvelle école. Cependant, les terrains donnés par le roi faisaient partie d'une zone que le comte d'Angiviller, directeur des Bâtiments du roi, devait exproprier pour créer le promenoir de Chaillot. Mais deux propriétaires, se sentant lésés, avait entrepris des procédures qui ne se sont terminés qu'en 1789. Pawlet avait déjà dépensé 80 000 livres. Il devait encore recevoir 40 000 livres des caisses de l'École militaire et des Invalides pour terminer les travaux.
Les locaux de la barrière de Sèvres sont devenus inhabitables et ceux de la butte de l'Étoile ne sont pas terminés. Pour loger les orphelins militaires, il obtient d'occuper provisoirement l'ancien couvent des Célestins, en face de l'Arsenal, déjà partiellement occupé par les sourds-muets de l'abbé de l'Épée. 
Pawlet voulant que les élèves apprennent à obéir et à commander, il charge les élèves les plus âgés à former les plus jeunes. L'école n'avait pas pour but de former des militaires. Les élèves qui souhaitent se former dans un métier sont placés en apprentissage. Il est aussi possible d'en former certains dans les arts et les lettres ou même les beaux-arts. Le maréchal Macdonald qui a été un temps élève de cette école a rédigé une notice sur cette école située rue Popincourt en 1816. 
Le 21 septembre 1789, le Commune de Paris lui demande de quitter le couvent et de transporter ses enfants à la caserne de Popincourt, construite en 1780 pour recevoir deux compagnies de fusiliers et une de grendiers du Gardes françaises.
Après les journées des 5 et 6 octobre 1789, il fait chanter un Requiem dans l'église de Popincourt pour le repos des gardes tués, ce qui le fait mal noter par la municipalité parisienne. Pour se faire mieux apprécier, il accueille dans son établissement les enfants des vainqueurs de la Bastille. Il continue à réclamer au Trésor les 20 000 francs d'arriérés pour l'entretien des orphelins.
Le 5 juillet 1791, il est signalé par la section de Popincourt après la découverte de 100 fusils dans l'école. 
Ses relations avec la Cour le font considérer comme suspect et une perquisition est prévue pour le 14 août 1792 à son domicile, mais le chevalier Pawlet émigre après le 10 août. Ses biens sont mis sous séquestre.
Son école a été reprise par l'Assemblée législative à la demande des commissaires de la commune (décret du 29 août 1792). La section de Popincourt a décidé de les recueillir et de les adopter sous le nom d'enfants de la Patrie. 
L'école des Orphelins militaires, avec l'Institut des Jeunes français fondé par Léonard Bourdon, a été réunie avec l'École des Enfants de l’armée à Liancourt le 20 prairial an III (8 juin 1795).
Le 28 brumaire an XII (20 novembre 1803), profitant de l'amnistie accordée aux émigrés, refait son apparition après s'être caché pendant dix ans, en France d'après ses déclarations. Pawlet étant dans le plus total dénuement, il demande au Conseil d'État qu'on lui rende le terrain qui lui avait été donné par le roi, ce qui lui est refusé.
Le 9 prairial an XIII (29 mai 1805), Napoléon Ier ayant décidé de construire un arc de triomphe sur la butte de l'Étoile, le préfet de la Seine a fait détruire les bâtiments construits par Pawlet. Il essaie d'obtenir qu'on lui donne le prix des matériaux de démolition, mais il essuie un nouveau refus. Devant son dénuement, on lui a offert un poste d'économe à l'hôpital de la Conception à Burgos. Il meurt d'une courte maladie peu après son arrivée à Burgos.